# Alruin
De alruin (Mandragora officinarum) is een overblijvend kruid uit de nachtschadefamilie (Solanaceae). De soortaanduiding officinarum betekent dat de plant tijdens haar naamgeving op lijsten van planten met geneeskrachtige eigenschappen voorkwam. De plant wordt nu niet meer als zodanig gebruikt.

## Etymologie
De precieze etymologie is complex en omstreden. De Nederlandse naam alruin is mogelijk afgeleid van die van een 11e-eeuwse filosoof, astroloog, reiziger, historicus en drogist  genaamd Al-Biruni. De Arabische naam 'luffâh' of 'beid el-jinn' betekent 'ei van de geest'.

## Botanische beschrijving
De peterselie-achtige, grote, bruine penwortel is vaak vertakt of gevorkt en dringt diep in de grond door. Boven de grond ontspruit hieruit na de bloei een bladrozet van ovale, ingesneden bladeren van 15 centimeter breed en 40 centimeter lang. Deze bladeren staan in het begin rechtop; later spreiden ze zich plat uit.
De plant draagt groen-witte of lichtblauwe, 5 centimeter grote, klokvormige bloemen op afzonderlijke stelen. De bloeiperiode valt in de periode maart tot april. Uit deze bloemen ontstaan in het late voorjaar groene bessen, bijna zo groot als een kippenei.
De plant sterft eind voorjaar, begin zomer bovengronds af. De ondergrondse wortels overleven de winter en lopen in eind maart na de bloei opnieuw uit.

## Voorkomen
De alruin komt van nature voor in Zuid- en Midden-Europa en in het Middellandse Zeegebied, waar zij onder andere op Corsica kan worden aangetroffen.

## Medicinaal en ander gebruik

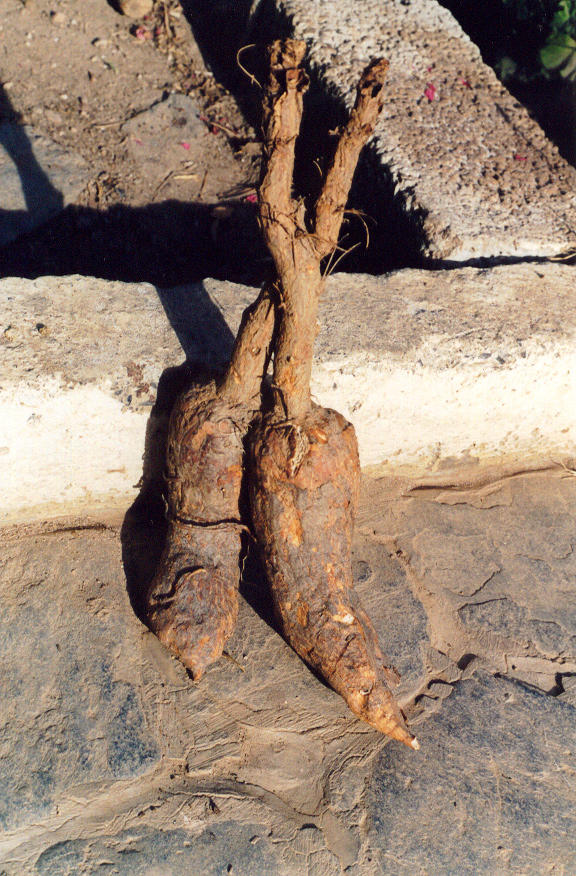
De wortel

De alruinwortel bevat giftige alkaloïden (scopolamine, atropine, apoatropine, hyoscyamine, cuskhydrine, solandrine, mandragorine en andere hallucinogene tropaanalkaloïden). De plant werd vroeger als narcoticum en pijnstiller, en deels ook als hallucinogeen middel gebruikt, onder meer in heksenzalf.
In de Oriënt werd de plant beschouwd als middel om conceptie te verzekeren; dit komt tot uiting in de Hebreeuwse naam, dud‘ of dudaim (liefdesplant).

### Anesthesie
Dioscorides verwijst naar het gebruik van de plant als anestheticum bij het verdoven van patiënten die gesneden of verbrand zijn.
Plinius de Oudere refereert aan de geur van de alruin als slaapverwekkend wanneer ze genomen werd voordat een insnede werd toegepast.
Lucianus van Samosata spreekt over het gebruik van de plant voordat het brandijzer werd gebruikt.
Claudius Galenus noemt de plant terloops in verband met haar macht om gevoel en bewegingen te verlammen.
Isidorus van Sevilla zou gezegd hebben: "De wijn in de bast van de wortel wordt gegeven aan hen die een operatie ondergaan zullen opdat ze geen pijn zullen voelen in hun slaap".
Ugone da Lucca ontdekte in de 12e eeuw een stof die, wanneer ingeademd, de patiënten in slaap brengt zodat zij tijdens een operatie geen pijn voelen; het is bekend dat hij hiermee de alruin bedoelde.
Reeds in 1830 gebruikte de Japanse arts Seishu Hanaoka een verdovend extract uit de alruin in de heelkunde. Ernst Schmidt ontdekte in 1888 scopolamine in de alruin.

### Heksenkruid
Door de hallucinogene effecten speelt de plant een belangrijke rol in magie en hekserij. Alruin wordt daar gezien als een heksenkruid en is een bestanddeel van allerlei heksendrankjes en heksenzalf. Er werd grote toverkracht aan toegeschreven.

## Cultuurgeschiedenis van alruin
Doordat de wortel van de alruin veel vertakkingen heeft, vertoont die met een beetje fantasie vaak gelijkenis met een menselijk lichaam. De Griekse wijsgeer Pythagoras beschreef de wortel al als een 'miniatuurmensje'. Door deze gelijkenis geloofde men in de middeleeuwen (volgens de signatuurleer) dat de wortel bovennatuurlijke macht had over de menselijke geest en het lichaam.
Christenen zagen in de wortel een probeersel van de mens van God. Een op de mens lijkende wortel van de alruin werd in de middeleeuwen als wondermiddel beschouwd. Het zou de vruchtbaarheid kunnen bevorderen en magische krachten bezitten. Ook werd de wortel van de heggenrank vaak als alruin verkocht.
De wortels van de alruin werden vaak door mensen bewerkt en besneden zodat zij nog meer op een menselijke gestalte gingen lijken.

### Alruin in oude verhalen
Al vroeg was men buitengewoon voorzichtig om alruin uit de grond te trekken. Theophrastus schreef er in de derde eeuw voor Christus over dat verzamelaars van deze plant er eerst cirkels omheen trokken en dan de top eraf sneden terwijl ze naar het westen keken. De rest van de wortel werd dan geoogst na het zeggen van speciale formules en het dansen van bepaalde dansen.
Later gebruikte men honden voor het oogsten van de wortel, want men geloofde dat de ijzingwekkende schreeuw die daarbij zou klinken een mens het leven kon kosten. Men stopte dan zelf de oren dicht met bijenwas, zodat de dodelijke schreeuw niet te horen was. De plant diende nergens direct aangeraakt te worden: dit zou ook de dood tot gevolg hebben. De hond moest dan diepzwart zijn, de kleur van het kwade en de dood. Behalve de hond werden dan een stuk vlees, een stuk touw en een zilveren schop meegebracht naar de plant. De grond om de plant werd weggeschept, zodat de wortel bloot kwam te liggen. Dan bond men het touw aan de plant vast, en aan de hond. De hongerige hond werd dan gelokt met het stuk vlees, zodat het dier aan het touw trok en daardoor de plant uit de aarde haalde. De hond zou dan doodvallen door de schreeuw van de plant, maar de plantentrekker zou in leven blijven door de bijenwas in zijn oren.
Volgens het volksgeloof groeide de plant alleen op plaatsen waar ooit een galg had gestaan en groeide ze op het lijkvocht, de urine en het zaad van een (onschuldige) gehangene. Vandaar dat in Duitsland de plant ook "galgenmannetje" werd genoemd.

### Bijbelse plant
In het Oude Testament van de Bijbel is op enkele plaatsen (Genesis 30:14–16 en Hooglied 7:13) sprake van דודאים (duda'im, meervoud; enkelvoud דודא duda) — wat letterlijk "liefdesplanten" betekent. In de Septuagint, de Griekse vertaling uit het Hebreeuws, wordt hiervoor de naam μανδραγόρας (mandragóras) gebruikt. In de Vulgaat, de Latijnse vertaling uit het Hebreeuws, werd ook de vertaling 'mandragora' gegeven. In het Nederlands wordt het vertaald met 'liefdesappelen'. Vanwege de vertaling met 'mandragora' is het logisch dat in alle bijbelversies Mandragora officinarum wordt genoemd als de plant waarvan hier sprake is. Er zijn voor de liefdesappelen echter ook andere planten gesuggereerd, zoals Ziziphus lotus (de sidr van de Arabieren), de banaan, een lelie, de cedraat en de vijg.

### Machiavelli
In 1520 schreef Niccolò Machiavelli een komedie genaamd La mandràgola.

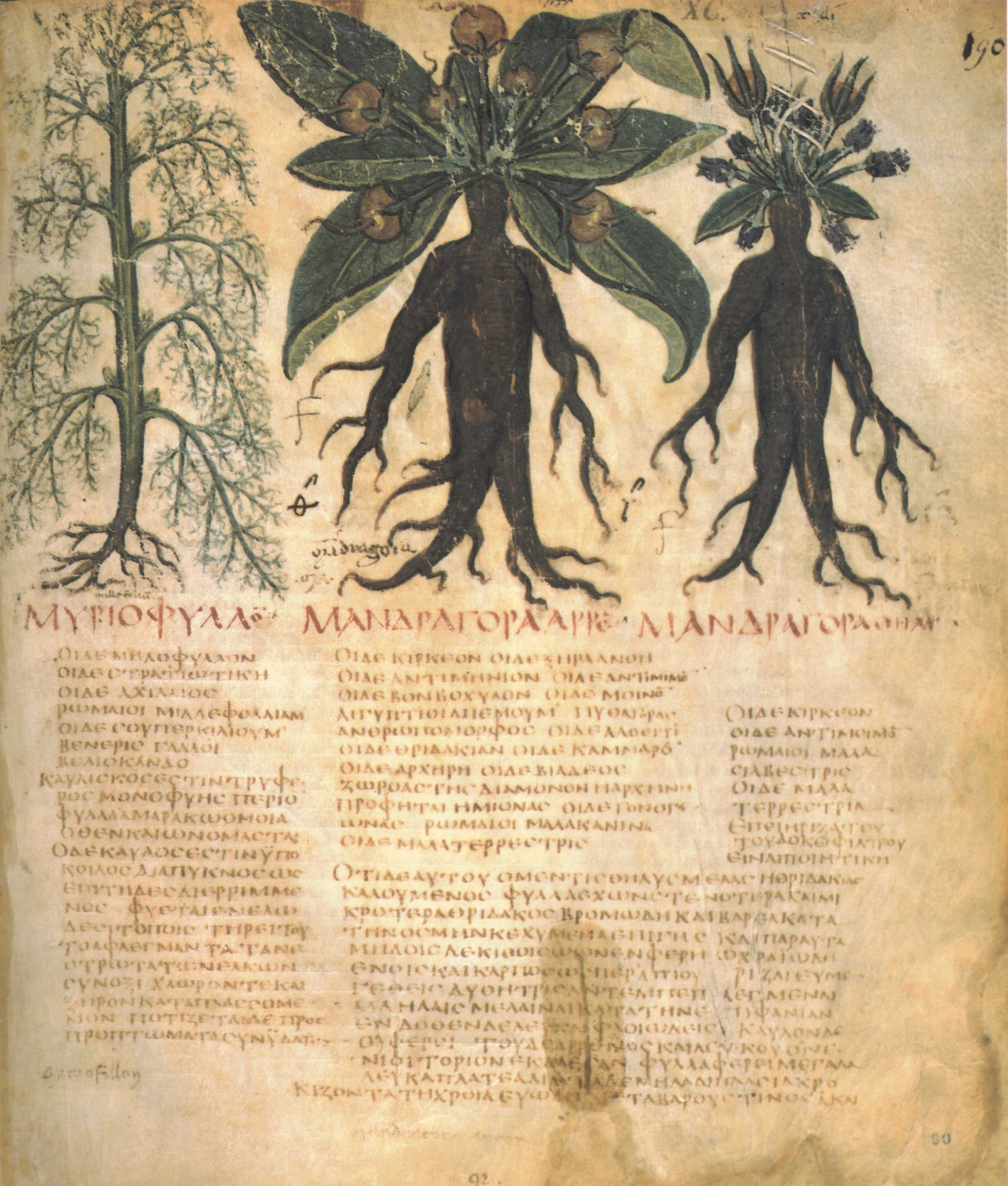
Alruin in een 7e-eeuwse handgeschreven kopie van Dioscorides' De materia medica: de wortel vertoont vaak gelijkenis met een mens
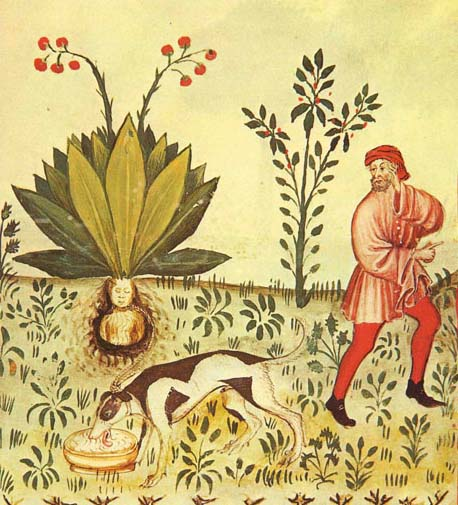
Afbeelding in Tacuinum Sanitatis uit de 15e eeuw. Verzamelaars gebruikten honden om een alruin uit de grond te trekken.
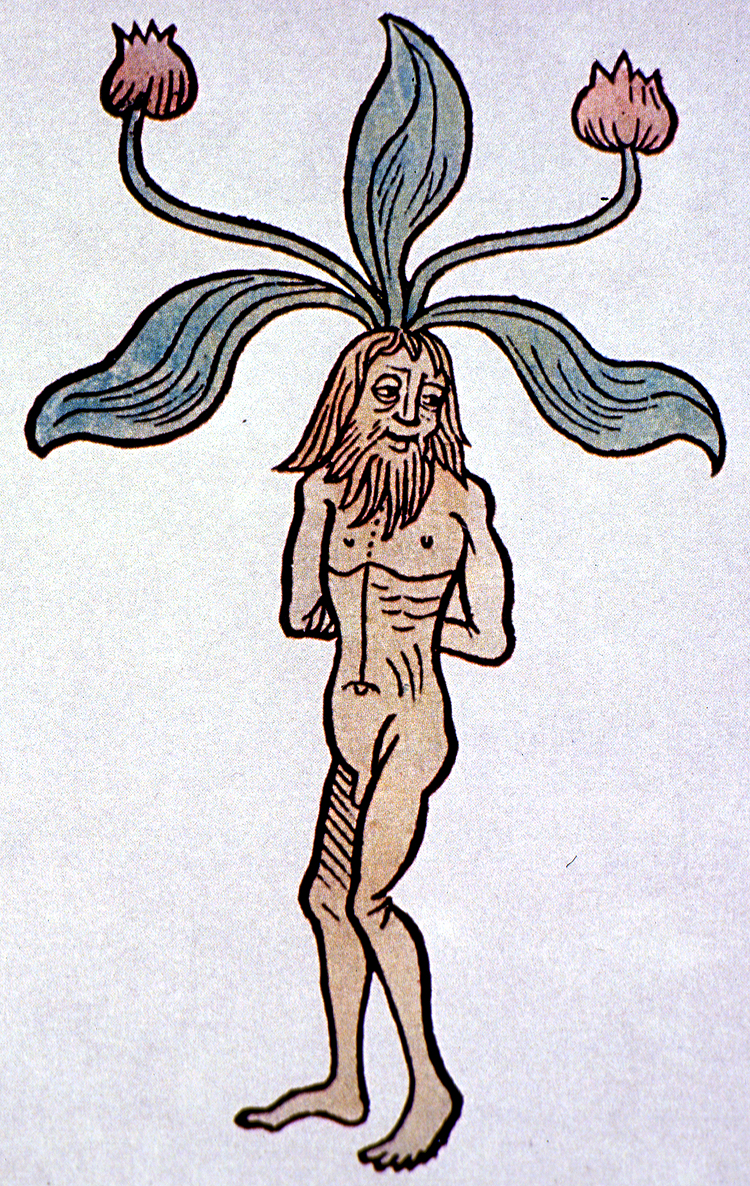
Afbeelding uit 1491
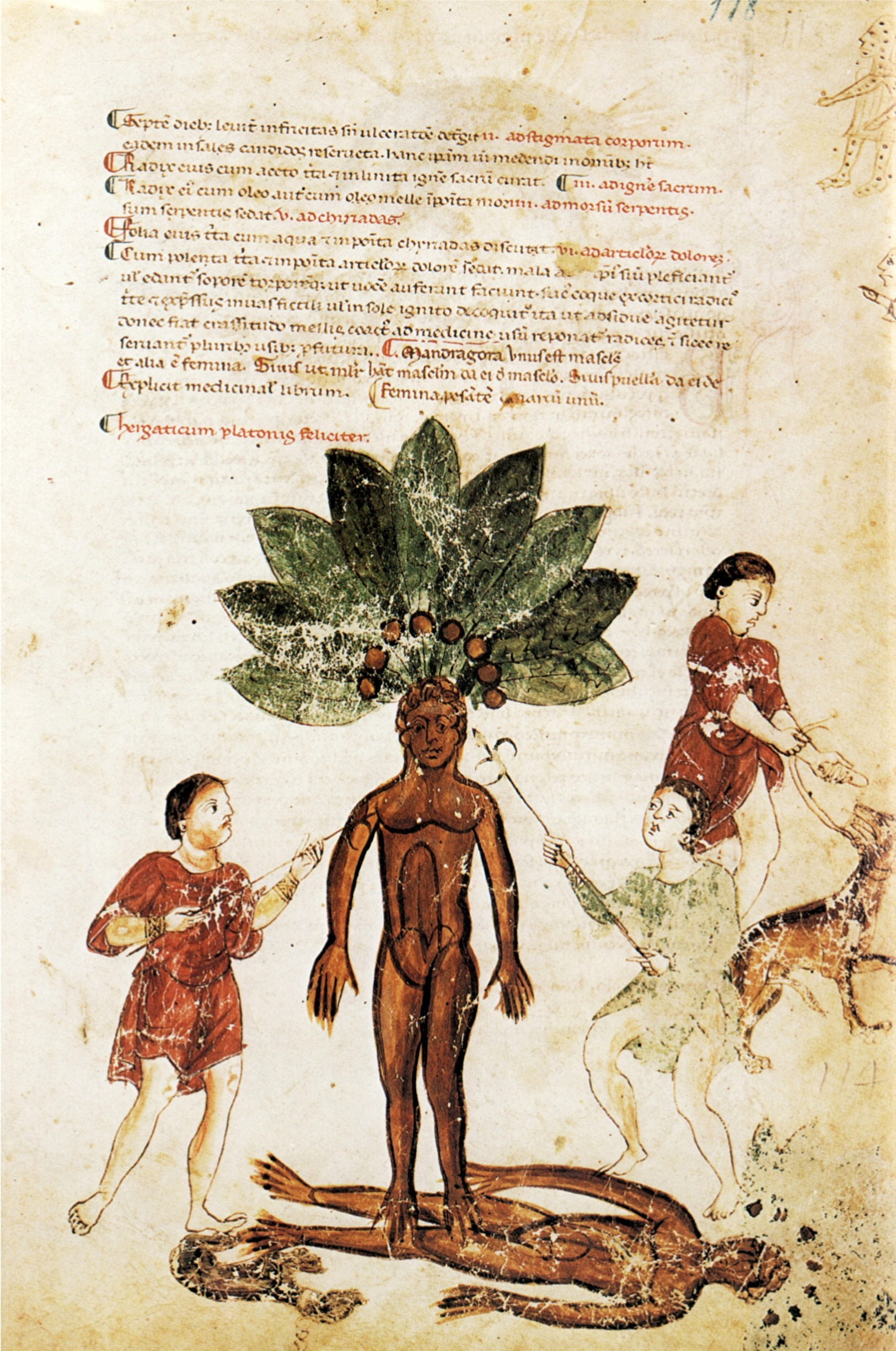
Afbeelding van alruin in Medicina Antiqua uit de 15e eeuw